# 나이절 패라지

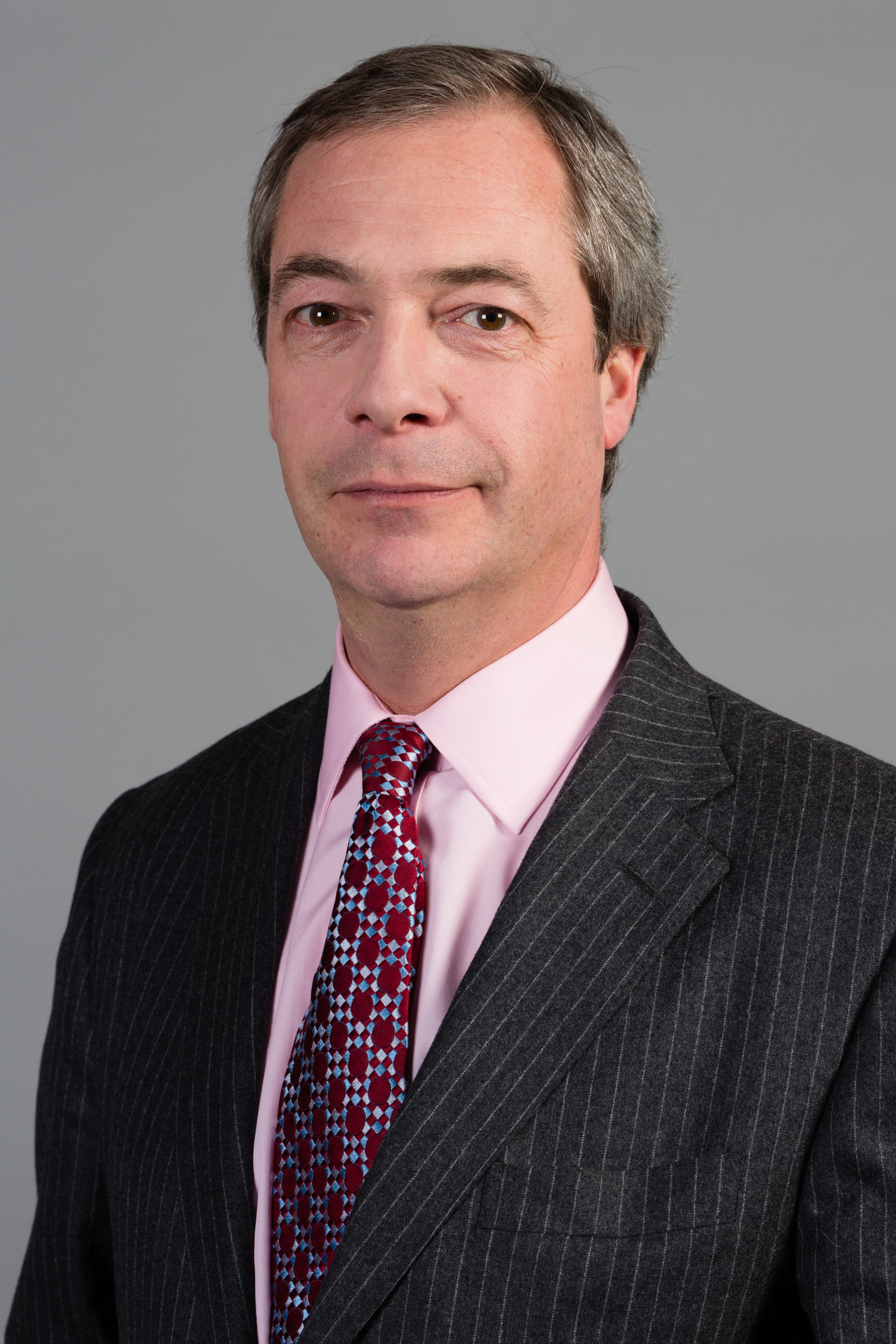
나이절 패라지 (2014년)

나이절 폴 패라지(영어: Nigel Paul Farage, 1964년 4월 3일 ~ )는 영국의 정치인이다. 2010년부터 2016년까지 영국 독립당 대표를 역임했다. 또한 2014년에는 유럽의회의 정당인 자유와 직접 민주주의 유럽의 대표를 맡기도 했다.

## 역대 선거 결과
| 선거명      | 직책명                                   | 대수 | 정당        | 득표율 | 득표수    | 결과         | 당락                               |
| ----------- | ---------------------------------------- | ---- | ----------- | ------ | --------- | ------------ | ---------------------------------- |
| 1994년 선거 | 하원의원 (이스틀리 선거구)               | 51대 | 영국 독립당 | 1.7%   | 952표     | 4위          | 낙선                               |
| 1994년 선거 | 유럽의원 (잇첸 테스트 및 에이번 선거구)  | 4대  | 영국 독립당 | 5.4%   | 12,423표  | 4위          | 낙선                               |
| 1997년 선거 | 하원의원 (솔즈베리 선거구)               | 52대 | 영국 독립당 | 5.7%   | 3,332표   | 4위          | 낙선                               |
| 1999년 선거 | 유럽의원 (사우스이스트잉글랜드 선거구)   | 5대  | 영국 독립당 | 9.7%   | 144,514표 | 비례대표 1번 | 사우스이스트잉글랜드 유럽의원 당선 |
| 2001년 선거 | 하원의원 (벡스힐 앤드 배틀 선거구)       | 53대 | 영국 독립당 | 7.8%   | 3,474표   | 4위          | 낙선                               |
| 2004년 선거 | 유럽의원 (사우스이스트잉글랜드 선거구)   | 6대  | 영국 독립당 | 19.5%  | 431,111표 | 비례대표 1번 | 사우스이스트잉글랜드 유럽의원 당선 |
| 2005년 선거 | 하원의원 (사우스 타넷 선거구)            | 54대 | 영국 독립당 | 5.0%   | 2,079표   | 4위          | 낙선                               |
| 2006년 선거 | 하원의원 (브롬리 앤드 치즐허스트 선거구) | 54대 | 영국 독립당 | 8.0%   | 2,307표   | 3위          | 낙선                               |
| 2009년 선거 | 유럽의원 (사우스이스트잉글랜드 선거구)   | 7대  | 영국 독립당 | 18.8%  | 440,002표 | 비례대표 1번 | 사우스이스트잉글랜드 유럽의원 당선 |
| 2010년 선거 | 하원의원 (버킹엄 선거구)                 | 55대 | 영국 독립당 | 17.4%  | 8,410표   | 3위          | 낙선                               |
| 2014년 선거 | 유럽의원 (사우스이스트잉글랜드 선거구)   | 8대  | 영국 독립당 | 32.14% | 751,439표 | 비례대표 1번 | 사우스이스트잉글랜드 유럽의원 당선 |
| 2015년 선거 | 하원의원 (사우스 타넷 선거구)            | 56대 | 영국 독립당 | 32.4%  | 16,026표  | 2위          | 낙선                               |
| 2019년 선거 | 유럽의원 (사우스이스트잉글랜드 선거구)   | 9대  | 브렉시트당  | 36.07% | 915,686표 | 비례대표 1번 | 사우스이스트잉글랜드 유럽의원 당선 |
| 2024년 선거 | 하원의원 (클랙턴 선거구)                 | 59대 | 개혁 UK     |        |           |              |                                    |